# LEGEND (曲)
「LEGEND」（レジェンド）は、2004年10月20日に発売された中島美嘉の13枚目のシングル。

## 概要
- 表題曲は、中島初のエレクトロニック楽曲。
- 楽曲すべてがCMソングとして起用された。また、中島自身がすべてのCMを出演していた。

## 収録曲
1. LEGEND（Main）
  - 作詞：中島美嘉／作曲：岡野泰也／編曲：COLDFEET
  - ソニー「MD Walkman」CMソング
2. LEGEND（Original）
  - 編曲：冨田恵一
3. FAKE
  - 作詞：中島美嘉、宮崎歩／作曲・編曲：宮崎歩
  - カネボウ化粧品「KATE」CMソング
4. Carrot & Whip
  - 作詞：中島美嘉／作曲：五島良子／編曲：CHOKKAKU
  - 明治製菓「RICH Fran」CMソング
5. LEGEND（Instrumental）

## 収録アルバム
- MUSIC (#1,3,4)
- BEST (#1)
- TEARS (#1)
- NO MORE RULES. (#3)